# 池田政倚
池田 政倚（いけだ まさより）は、江戸時代中期の大名。通称は内匠。備中国鴨方藩の第2代藩主。

## 略歴
初代藩主・池田政言の長男として誕生。初名は政熙。
元禄13年（1700年）、父の死去で家督を継ぐ。宝永6年（1709年）7月、内裏の造営手伝い普請を務めた。元文3年（1738年）2月16日、養嗣子の政方に家督を譲って隠居し、延享4年（1747年）7月4日に岡山で死去した。享年79。墓所は岡山県岡山市中区小橋町の国清寺。

## 系譜
- 父：池田政言（1645-1700）
- 母：浦上氏
- 正室：於吉（1673-?） - 宝雲院、池田綱政の養女、滝川一宗の長女
- 生母不明の子女
  - 長男：池田政含 - 鍛治之助・早世
  - 女子：池田政晴正室
- 養子
  - 男子：池田輝言 - 池田軌隆の次男、病により廃嫡され本家に戻る
  - 男子：池田軌明 - 池田軌隆の三男、病により廃嫡され本家に戻る
  - 男子：池田政方（1714-1792） - 池田由道の次男